# Aldabrachelys grandidieri
Aldabrachelys grandidieri é uma espécie extinta de tartaruga que era endêmica para Madagascar. O DNA mitocondrial extraído do osso subfóssil confirma que é uma espécie distinta.

## Descrição

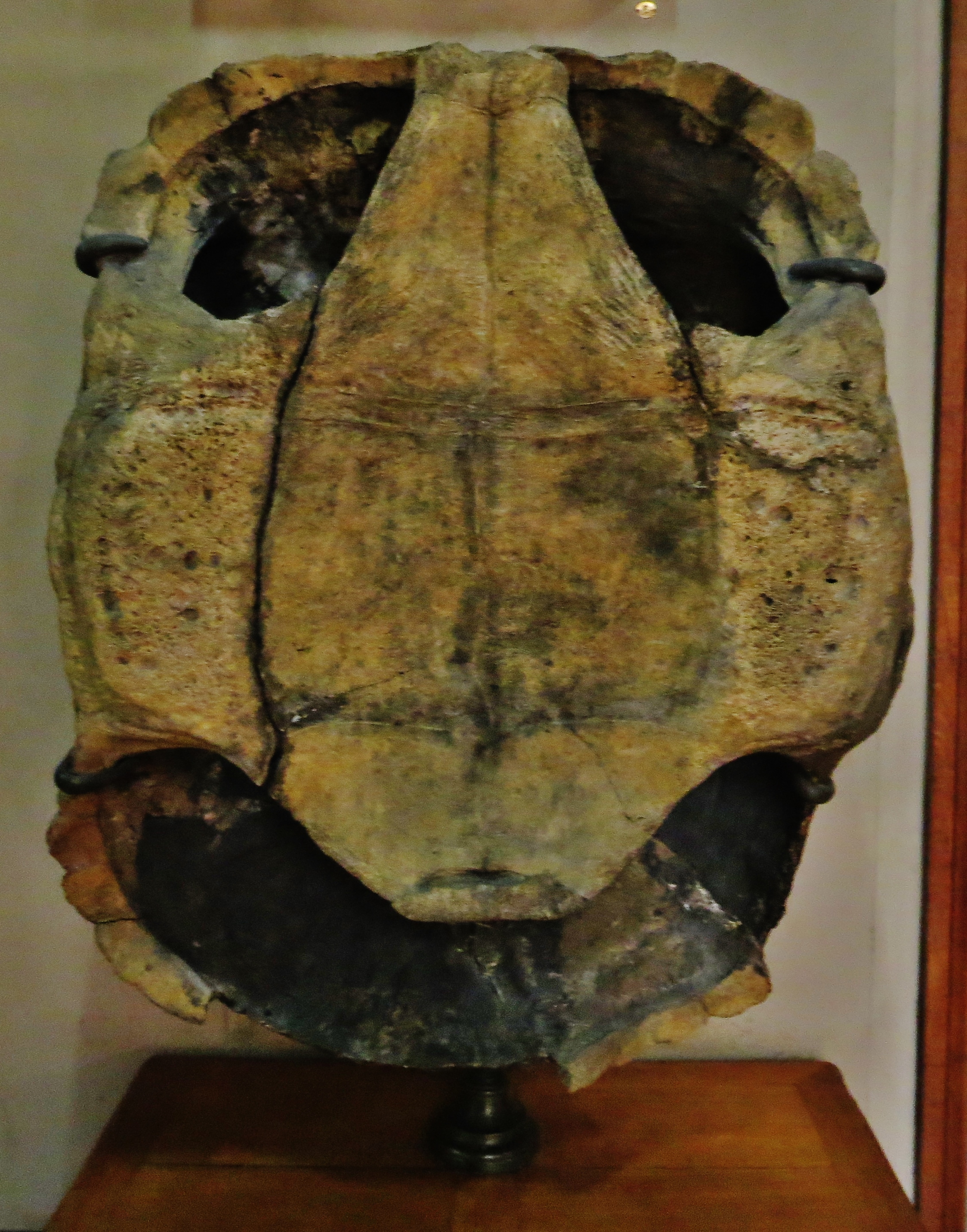
Parte inferior da carapaça

Aldabrachelys grandidieri era uma tartaruga gigante, uma das maiores do mundo, medindo cerca de 125 cm no comprimento da carapaça. Era originalmente uma das seis espécies endêmicas de tartaruga de Madagascar (duas grandes Aldabrachelys; duas médias Astrochelys; duas pequenas Pyxis).
É distinta de todas os outras Aldabrachelys por uma maciça, achatada ou deprimida carapaça, lados salientes da carapaça, gulars curtos, parte superior do nariz a abertura é mais alta que o topo das órbitas, quadradas divergentes, amplas postorbitais e um grande processus vomerinus dorsalis. Ele também tinha uma carapaça excepcionalmente espessa e forte, possivelmente uma adaptação à predação pesada. Parece ter sido predominantemente uma pastagem de prados e pântanos.

## Extinção
O material desta espécie foi datado em 1250–2290 anos antes do presente. Parece ter sido extinto relativamente cedo após a migração posterior de humanos do continente africano. Ao contrário de sua espécie irmã mais comum, a tartaruga gigante abrupta ( Aldabrachelys abrupta  (também extinta)), a maciça  grandidieri  não parecia ter conseguido coexistir com humanos por muito tempo.

## Ecologia
Aldabrachelys grandidieri (junto com Aldabrachelys abrupta) provavelmente foram dispersores de sementes das seis espécies de baobá (Adansonia spp.) Endêmicas de Madagascar; em um experimento, a tartaruga gigante de Aldabra (Aldabrachelys gigantea) consumiu prontamente frutas de Adansonia rubrostipa. Outras funções ecológicas das tartarugas gigantes provavelmente incluíam pisar e consumir seletivamente a vegetação. Sugere-se que tartarugas gigantes Aldabra introduzidas podem ser usadas para restaurar essas funções.